# Oscar Raúl Cardoso
Oscar Raúl Cardoso (Buenos Aires, 1948 - Buenos Aires, 1 de julio de 2009) fue un periodista argentino especializado en política internacional.
Había definido su trabajo del siguiente modo:
“Los periodistas siempre somos funcionales al sistema porque, en el mejor de los casos, resolvemos en forma simbólica lo que habría que resolver en las calles”.

## Trayectoria
Estudió Filosofía y Letras, en la Universidad de Buenos Aires. 
Fue docente de cursos especiales tanto en la cámara empresaria ADEPA como en el sindicato UTPBA.
Integró la Asociación Periodistas desde su fundación.
Trabajó 31 años en Clarín, y su última nota de opinión fue sobre el Golpe de Estado en Honduras de 2009

### Gráfica
Su primer trabajo fue en el diario El Sol, de Quilmes. También escribió en 
- Diario La Opinión
- Semanario El Periodista
- Diario La Voz
- Agencia de noticias Télam
- Agencia Noticias Argentinas
- Revista Siete Días
- Revista La Semana
- diario Clarín, (a cargo de la columna Internacional)
- Terra magazine (columnista político de sitio en internet)

### Radio
- Compartió con Roman Lejtman la conducción de Jaque Mate, por FM Rock & Pop y por Radio Del Plata.
- Condujo un programa en Radio Provincia, de Buenos Aires.
- Condujo un programa en Radio Nacional, de Argentina.

En FM Rock & Pop, compartió la primicia del informe de Inteligencia de la SIDE acerca del empresario Alfredo Yabrán, sospechado del crimen contra el fotoperiodista José Luis Cabezas.
De Radio Provincia, de Buenos Aires, renunció cuando su programa fue incluido en un pedido de informes debito al cachet que cobraba del gobierno bonaerense.

### TV
- Telefé Noticias (columnista político)

## Coberturas
Como corresponsal itinerante de Clarín cubrió, entre otros acontecimientos: 
- Las guerras civiles en América Central en los '70,
- La guerra del Golfo Pérsico
- El colapso de la Unión Soviética de principios de los '90
- Las guerras civiles de la ex Yugoslavia.
- Cobertura diplomática de la contienda Argentina con el Reino Unido por las Islas Malvinas, en 1982.

## Libros
- Malvinas: La Trama Secreta, junto a Ricardo Kirschbaum y Eduardo Van der Kooy, sobre la guerra de las Malvinas.
- Crónica de los días del Scud, sobre la Guerra del Golfo
- Sindicalismo: el poder y la crisis, junto a Rodolfo Audi, sobre el sindicalismo argentino.

## Premios
- Premio Ortega y Gasset en el rubro investigación periodística (entregado por el Grupo Prisa, responsable del diario El País de España) 1983.
- Premio "Santa Clara de Asís" a la trayectoria.[4]
- TEA (Taller Escuela Agencia) A "Uno de los 10 periodistas de la década del '90"", junto a Horacio Verbitsky, Joaquín Morales Solá, Mariano Grondona, Magdalena Ruiz Guiñazú, Jorge Lanata, Nelson Castro, Santo Biasatti, Ezequiel Fernández Moores y Osvaldo Soriano.[5]
- Premio Konex a la redacción periodística 2007.

## Despedidas
Cayó en su casa, con la compañía de Alicia Lo Bianco, "la China", periodista como él y su compañera en la vida desde de más de tres décadas. "Muerte súbita", dijeron los médicos. Su velatorio concitó la presencia de un importante número de colegas y lectores.

“Gordo, ¿dónde andás? Tenemos el diario todavía abierto esperando tu columna. ¿Es acaso otro de tus trucos para atrasar el cierre, simulando que entregás la nota? ¿No funciona el telex? ¿El fax? ¿Se cayó el sistema informático? ¿Los mensajeros no dieron con tu casa? Acaso, si ya no llegás, extrañaré (extrañaremos) tu talento, nuestras discusiones, el humor compartido, tu feroz ironía... hemos sido amigos por treinta años, Oscar, y nunca me imaginé escribir estas líneas de despedida. Por las dudas, me quedaré esperando (te). Porque no creo que de verdad te hayas ido”.
Ricardo Kirschbaum

“Bailamos los tres juntos en un salón con pocas luces del Hotel Meliá. Era una madrugada de hace mucho tiempo en Madrid. Habíamos recibido un premio por el libro de Malvinas, ese que fraguó para siempre nuestra amistad irrompible. Lloramos de risa también cuando leímos un disparate bien español en un reportaje que te habían hecho en el diario Pueblo. Nos seguimos riendo. Me contaste el día que se perdieron con el Colorado en el "scalectrix" de Madrid. Te vimos una mañana abarrotado de vajilla del room service en la habitación del hotel. Como te gustaba. Recuerdo cuando bajaste de mi auto y detuviste un taxi para que pudiéramos salir de las calles laberínticas de Roma, donde nos habíamos perdido. De todo eso nos hemos reído siempre. Mucho. Los tres. Te prometo que nos vamos a seguir riendo con Ricardo”.
Eduardo van der Kooy

“Era un hombre culto, un fino analista de la política internacional, que empezó a entender durante su infancia en Washington como hijo de un diplomático. Estudió filosofía y su mayor placer era la lectura. Pero al mismo tiempo tenía un entrañable sentido popular. Murió tan de repente que no llegó a saber que se iba el mismo día que Perón. Le hubiera gustado. Cardoso nunca tuvo jactancia (de la empresa para la que escribía). Pero durante tres décadas trabajó en Clarín sin ponerse nunca otra camiseta que la de Boca Juniors, con la que pidió ser velado y cremado. Así esencializado, sus cenizas serán esparcidas sobre el césped de la Bombonera”.
Horacio Verbitsky